# Мальжиці
Мальжиці (пол. Malżyce) — село в Польщі, у гміні Чарноцин Казімерського повіту Свентокшиського воєводства.
Населення — 169 осіб (2011).
У 1975-1998 роках село належало до Келецького воєводства.

## Демографія
Демографічна структура на день 31 березня 2011 року:
|          | Загалом | Допрацездатний вік | Працездатний вік | Постпрацездатний вік |
| -------- | ------- | ------------------ | ---------------- | -------------------- |
| Чоловіки | 93      | 20                 | 60               | 13                   |
| Жінки    | 76      | 9                  | 44               | 23                   |
| Разом    | 169     | 29                 | 104              | 36                   |